# Jadwiga Przeradzka-Jędrzejewska

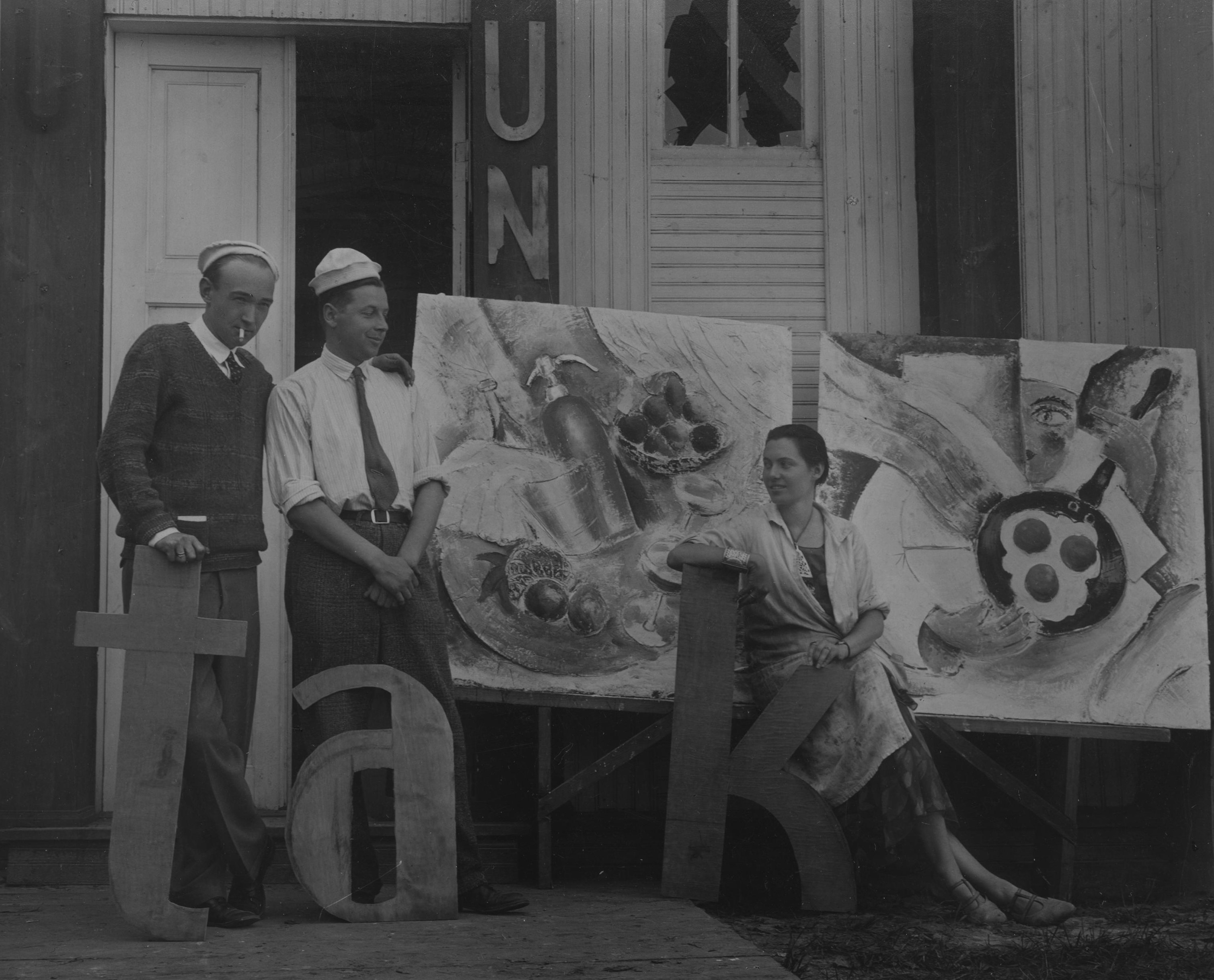
Targi Wołyńskie w Równem. Od prawej: Jadwiga Przeradzka, Antoni Łyżwański i Aleksander Jędrzejewski

Jadwiga Przeradzka-Jędrzejewska (ur. 23 lutego 1902, zm. 20 stycznia 1983 w Warszawie) – polska malarka, scenografka teatralna i filmowa.

## Życiorys
Urodziła się  23 lutego 1902 roku w Rosji, w zależności od źródeł w Karabanowie lub w Moskwie, w rodzinie Jana i Heleny z Boguckich. Uczęszczała do gimnazjum w Łodzi, po czym studiowała w Szkole Sztuk Pięknych w Warszawie w pracowni Tadeusza Pruszkowskiego. Od 1929 roku należała do Szkoły Warszawskiej, z którą wystawiała prace na wystawach m.in. w Zachęcie (1930), salonie Towarzystwa Przyjaciół Sztuk Pięknych w Poznaniu, Musée Rath w Genewie (1931) czy w Instytucie Propagandy Sztuki (1936, 1939). Od 1931 roku, wraz z mężem Aleksandrem Jędrzejewskim, pracowała także jako scenografka, przede wszystkim projektując kostiumy. W ostatnim przedwojennym sezonie teatralnym małżeństwo objęło dział plastyczno-dekoracyjny Teatru Miejskiego w Bydgoszczy. W 1934 roku urodził się parze syn, Michał. 
Wojnę spędziła w Łodzi. Należała do Armii Krajowej, w 1944 roku trafiła do aresztu, jednak na początku 1945 roku udało jej się zbiec podczas ewakuacji więzienia. 
Po wojnie, do 1952 roku tworzyła scenografię dla teatrów wrocławskich. W tym okresie wraz z mężem i Wiesławem Lange przygotowała scenografię do sztuki Sen o Goldfadenie w reżyserii Jakuba Rotbauma, która później była wystawiana za granicą, w tym w Paryżu, Londynie i Rio de Janeiro. Od drugiej połowy lat 50. projektowała także na potrzeby produkcji filmowych, w tym do Szkiców węglem (1956), Zemsty (1956), Zadzwońcie do mojej żony (1958) czy Diabła (1972). Jej największą realizacją, na którą składały się setki strojów, były kostiumy do filmu i serialu telewizyjnego Hrabina Cosel w reżyserii Jerzego Antczaka (1968). Jednocześnie, latach 50. i 60., nadal projektowała dla teatrów i oper krajowych (m.in. Ateneum, Opera Wrocławska, pierwsze spektakle Wrocławskiego Teatru Pantomimy) i zagranicznych (m.in. w Paryżu, Bukareszcie, Melbourne). 
W 1961 roku została wyróżniona Nagrodą Miasta Wrocławia, zaś dwa lata później otrzymała wyróżnienie ministra kultury i sztuki z okazji wystawy Polskie dzieło plastyczne w 15-leciu PRL. 
Zmarła 20 stycznia 1983 w Warszawie.
Jej obraz W łaźni (1931) znajduje się w zbiorach Muzeum Narodowego w Warszawie. Można było go zobaczyć na wystawach w Círculo de Bellas Artes w Madrycie i Zamku Królewskim w Warszawie.